# Salimbene di Adam

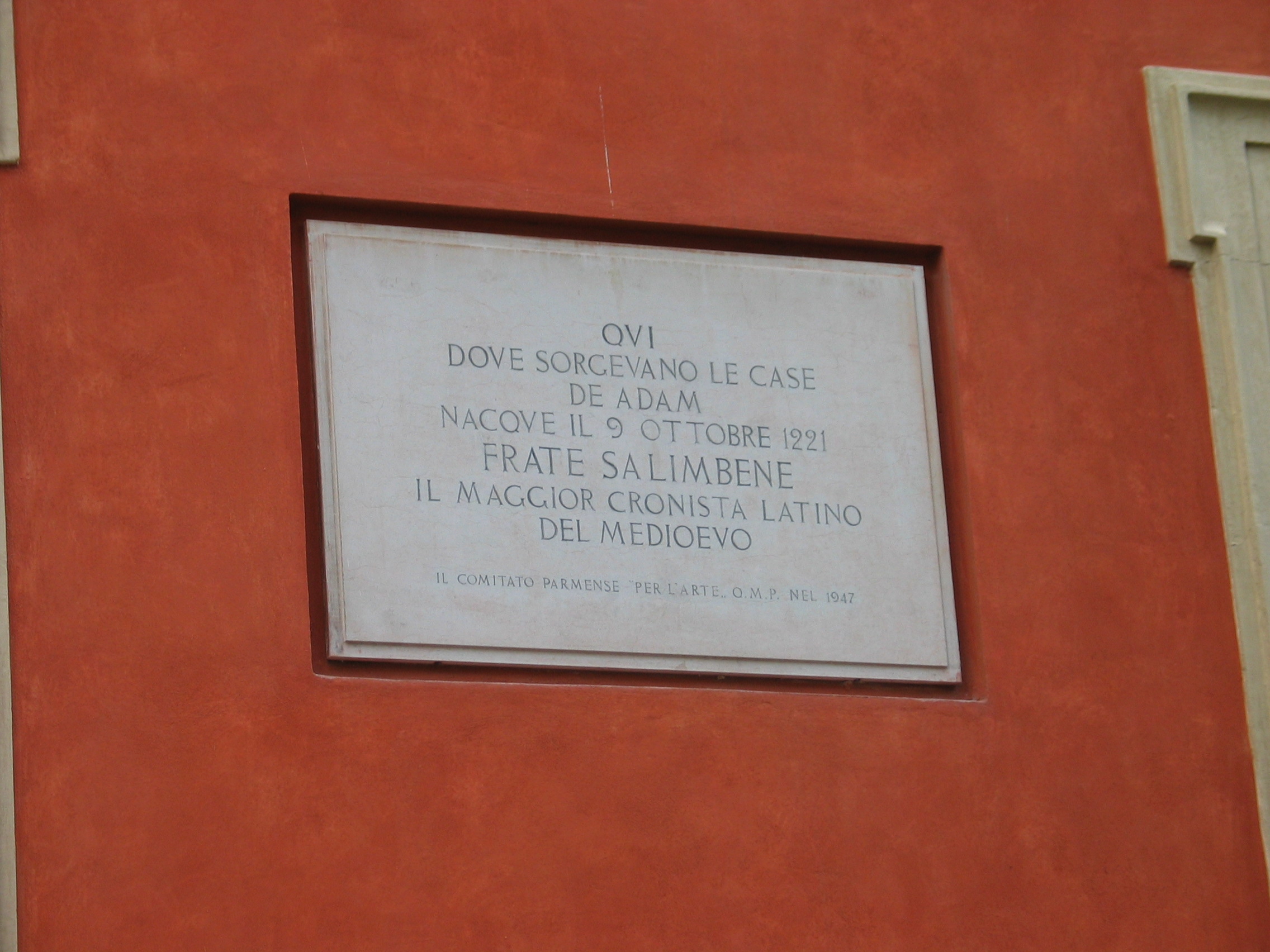

Salimbene di Adam, OFM, (o Salimbene de Parma ) (9 de octubre de 1221 - c. 1290) fue un fraile franciscano, teólogo y cronista italiano que es una fuente para la historia italiana del siglo XIII.

## Vida
Nació en Parma, hijo de Guido di Adam, un defensor. El primo hermano de su padre, Berardo Oliverio di Adam, murió en la batalla de San Cesario en 1229. Salimbene era seguidor de Joachim de Fiore y creyente en sus enseñanzas apocalípticas. Salimbene se unió a la orden franciscana en 1238 en el convento de Fano .
Después llevó una vida errante, evitando a su papá que no deseaba que se uniera a la Orden, y pasó a ver Pisa y otras localidades italianas; después en 1247 ha sido enviado a Lyon, y pasó a ver París, Ferrara Cremona, Troyes, Florencia, Rávena, Génova, Reggio y el monasterio de Montefalcone (cerca de San Polo d'Enza en la zona de Emilia-Romaña ). Este último ha sido el lugar posible de su muerte. 

## Obras
El trabajo principal de Salimbene fue su Crónica ("Crónica"), que abarca los años 1167 – 1287. Se inició alrededor de 1282 y comienza con la fundación de Alessandria . Sus extensos viajes significaron que conoció a bastantes personas relevantes de la era, integrado Federico II, emperador del Sacro Imperio Romano Germánico, Luis IX de Francia y el Papa Inocencio IV . Además explica vívidamente la vida diaria y da varios detalles de disputas internas en la orden franciscana en aquel tiempo.
Además redactó Las doce calamidades del emperador Federico II y diversos tratados ahora perdidos. "Las Doce Calamidades" se configura como una especie de narración de sirvientes, realizada para mostrar las fallas de Federico II, comúnmente con citas bíblicas sueltas. Uno de los temas primordiales del trabajo es el hincapié de Salimbene en la numerología .  La crónica en sí está configurada para mostrar el paralelo en medio de las 10 plagas y las 10 calamidades de Federico II (convenientemente añadió ambas últimas desde el paralelo). Al enfatizar la naturaleza cristiana de su narración y la naturaleza no cristiana de Federico,  Salimbene convierte una frase utilizada durante las cruzadas afirmando que “si hubiera sido un buen católico y hubiera amado a Dios, a la Iglesia y a su propia alma, difícilmente habría he tenido un igual como emperador en el mundo.” 

## Otras lecturas
- Salimbene de Adam, Crónica, nuova ed. crítica, a cura di Giuseppe Scalia (Bari: Laterza, 1966)
- La Crónica de Salimbene de Adam ed. por JL Baird, G. Baglivi y JR Kane (Binghamton, NY; Textos y estudios medievales y renacentistas, 1986)